# Mons-lez-Liège
Mons-lez-Liège är ett samhälle i Belgien.   Det ligger i provinsen Liège och regionen Vallonien, i den östra delen av landet, 80 km öster om huvudstaden Bryssel. Antalet invånare är 3 595.